# Хълцане
Хълцането представлява неконтролируемо съкращение на диафрагмата – мускул, разделящ гръдния кош от коремната кухина и контролиращ дишането. То може да възникне поединично или да се появява на пристъпи. Ритъмът на хълцането или времето между хълцанията са сравнително постоянни.

## Физиология
Хълцането се причинява от дразнението на френичния нерв (на латински: nervus phrenicus), който е отговорен за инервацията на диафрагмата. След като информацията за дразнение е достигнала до централната нервна система се индуцира съкращение на междуребрените дихателни мускули на диафрагмата, мускулите на шията, в ларинкса и сфинктерите на хранопровода, водещи до бързо поеме на въздух. При всяка контракция на диафрагмата, след около 0,25 секунди, следва затваряне на гласовите връзки в ларинкса, на което се дължи и специфичния звук, чуван при хълцане.
Този процес продължава, докато диафрагменият нерв не се отпусне. В повечето случаи това състояние продължава няколко минути, но има случаи в които може да продължи дни. Увреждането на френичния нерв, може да доведе до продължително хълцане от 1 – 2 денонощия. Това увреждане може да бъде доведено от възпаление на гърлото, тумор, инфекция или травма в шийната област, гастроезофагеален рефлукс, както и от косъм или друг малък предмет в ухото, дразнещ тъпанчето. Продължителното хълцане може да бъде предизвикано също и от лекарства (сънотворни, успокоителни), барбитурати, стероиди, наркотици и др.

## Причини
Причините за появата на хълцане може да са следните:
- преяждане или бързо хранене – приемането на големи количества храна оказва натиск върху храносмилателните мускули[4], а бързото приемане на храни или течности води до поглъщането на повече въздух, което от своя страна оказва внезапно налягане в коремната кухина.[5]
- консумация на алкохолни или газирани напитки[6]
- резки температурни промени, подправки, горещи и студени храни
- психично разстройство, емоционален стрес (шок, хистерия), страх, безпокойство, вълнение, радост, еуфория или възбуда
- сезонна алергия
- симулация

## Лечение
В повечето случаи хълцането преминава от само себе си без медицинска намеса, въпреки че много често различни средства за домашно лечение се използват с цел съкращаване на продължителността му. Понякога е необходимо медицинско лечение при хронични хълцания. Като метод за лечение чрез операция за блокиране на нерви се прибягва по изключение.

### Народни методи
Народните средства за спиране на хълцането са често срещани и разнообразни, но не е документиран ефективен стандарт за спиране на хълцането. Някои от тези методи са:
- задържане на дишането[8]
- продължително преглъщане или бавно пиене на вода на малки глътки
- дишане в хартиен плик – за повишаване съдържанието на СО2 в кръвта[8]
- гаргара със студена вода
- една чаена лъжичка захар на сухо(без вода)

Стряскането на хълцащия също може да доведе до спиране на хълцането, но не се препоръчва като алтернатива.

### Медицински средства
Съществуват много медицински средства, но не е известно лечение, което да е особено ефективно. Използвани са много лекарства, като баклофен, хлорпромазин, метоклопрамид, габапентин и др. Френичният нерв може временно да бъде блокиран с инжектиране на 0,5% прокаин или постоянно с двустранна фремикотомия или други форми на хирургично унищожаване на нерва, но дори това доста драстично лечение не помага в някои случаи.
Друг медицински подход е да се постави лидокаин 3% или гел 2% в ушния канал.

## Общество и култура
Американецът Чарлз Озбърн е хълцал в продължение на 68 години (от 1922 до февруари 1990 г.), и е записан в Рекордите на Гинес, като „човекът с най-дългата атака от хълцания“ (приблизително 430 милиона).
През 2007 г. тийнейджърката от Флорида Дженифър Мей спечели медийна слава с хълцане от около 50 пъти в минута за повече от пет седмици.
От февруари 2007 г. състоянието на британеца Кристофър Сандс е било толкова влошено, че не е можел да яде или спи нормално в продължение на 27 месеца, период в които е направил около 10 милиона хълцания. В крайна сметка е било открито, че има тумор в мозъка, причинявайки му хълцане на всеки две секунди, по 12 часа на ден. Хълцането му е спряно през май 2009 г. след оперативна намеса.